# Bing Sings the Hits
Bing Sings the Hits – kompilacyjny album muzyczny piosenkarza Binga Crosby'ego wydany przez Decca Records w 1954 roku w formacie płyty LP z numerem katalogowym DL 5520.

## Lista utworów

### strona 1
| 1. | „Vaya Con Dios”        | 4:05  |
|    |                        |       |
| 2. | „My Love, My Love”     | 2:39  |
|    |                        |       |
| 3. | „Stranger in Paradise” | 2:35  |
|    |                        |       |
| 4. | „No Other Love”        | 3:45  |
|    |                        |       |
|    |                        | 13:04 |
|    |                        |       |

### strona 2
| 1. | „Secret Love”       | 2:53  |
|    |                     |       |
| 2. | „I Love Paris”      | 2:23  |
|    |                     |       |
| 3. | „Changing Partners” | 2:44  |
|    |                     |       |
| 4. | „Y’All Come”        | 2:23  |
|    |                     |       |
|    |                     | 10:23 |
|    |                     |       |

## Twórcy
- Bing Crosby (wokal)

John Scott Trotter i jego orkiestra
- Red Nichols (kornet);
- Bobby Guy, Ziggy Elman (trąbki);
- Ted Vesley, Joseph F. Howard, Wendell Mayhew (puzony);
- Matty Matlock, Phil Shuken, Warren Baker, David Harris, Larry Wright (stroiki);
- Jacques Gasselin, Harry Bluestone, Murray Kellner, Mayer Oberman, Henry Hill, Mischa Russell (skrzypce);
- David Sterkin (altówka);
- Cy Bernard (wiolonczela);
- Buddy Cole (fortepian);
- Perry Botkin (gitara);
- Phil Stephens (bas smyczkowy);
- Nick Fatool (perkusja)